# Банниково (Новосибирская область)
Банниково — упразднённая деревня в Барабинском районе Новосибирской области. На момент упразднения входила в состав Новониколаевского сельсовета. Исключена из учётных данных в 1985 году.

## География
Деревня располагалась на полуострове Голенький озера Чаны, в 11 км к юго-западу от деревни Новониколаевка.

## История
Основана в 1815 г. В 1926 году деревня состояла из 81 хозяйства. В административном отношении входила в состав Николаевского сельсовета Казанского района Барабинского округа Сибирского края.
Решением Новосибирского облисполкома от 12.12.1985 г. № 1177 деревня исключена из учётных данных в связи с выездом населения.

## Население
По переписи 1926 г. в деревне проживало 134 человека (63 мужчины и 71 женщина), основное население — русские